# Eurovisió (xarxa)
|  | Si cerqueu altres usos, vegeu Festival de la Cançó d'Eurovisió. |

Eurovisió (fundada el 1954 a Ginebra) és una xarxa de distribució de televisió que forma part de la Unió Europea de Radiodifusió, creada com un sistema de cooperació internacional de radiodifusió. Eurovisió es va crear amb el propòsit d'intercanviar programes de televisió i, posteriorment, material d'arxiu de notícies de televisió.
Compta amb una contraparte de ràdio: Euroràdio.
Eurovisió no es limita únicament a Europa, sinó que abasta tot l'Àrea de Radiodifusió Europea, actualment 73 organitzacions de radiodifusió de televisió situades en 56 països d'Europa, conca del Mediterrani (Nord d'Àfrica) i Àsia Occidental. A més, hi ha altres 45 organismes de radiodifusió associats en altres 25 països de tots els continents.
Alguns esdeveniments d'alt nivell que retransmet Eurovisió són el Festival de la Cançó d'Eurovisió (organitzat des de 1956), el Festival de ball d'Eurovisió (organitzat en 2007 i 2008), el Festival de la Cançó d'Eurovisió Júnior (organitzat des de 2003), la benedicció papal Urbi et orbi, el Festival de la Cançó de Sanremo, el Concert d'Any Nou de Viena, el Pal·li de Siena, i grans esdeveniments esportius europeus. Els organismes de radiodifusió membres també s'intercanvien notícies (més de 30.000 notícies separades per any) en el marc dels intercanvis diaris d'Eurovisió Notícies (EVN).
La primera transmissió oficial d'Eurovisió va tenir lloc el 6 de juny de 1954. Es va mostrar el Festival Narcís en Montreux, Suïssa.
Eurovisió ara ofereix streaming de connexió gratuïta per internet dels grans esdeveniments esportius, sota el nom d'Eurovisió Esports.
Eurovisió no està relacionada amb la Unió Europea.

## Identitat de transmissió
Les transmissions de televisió d'Eurovisió poden ser reconegudes per la identitat d'Eurovisió i el tema d'obertura del Te Deum de Marc-Antoine Charpentier, que apareix abans del començament de cada programa per indicar als espectadors que estan connectats a través de la xarxa d'Eurovisió. També sol aparèixer al final de la programació per indicar el final de la transmissió de la xarxa d'Eurovisió. Els moments més famosos i coneguts perquè això ocorri és abans i després del Festival de la Cançó d'Eurovisió. No obstant això, la majoria dels elements aportats, com ara esdeveniments esportius internacionals, com els Jocs Olímpics, no estan acreditats i, per tant, el públic en general és inconscient de la participació d'Eurovisió.